# Aérodrome de Namur

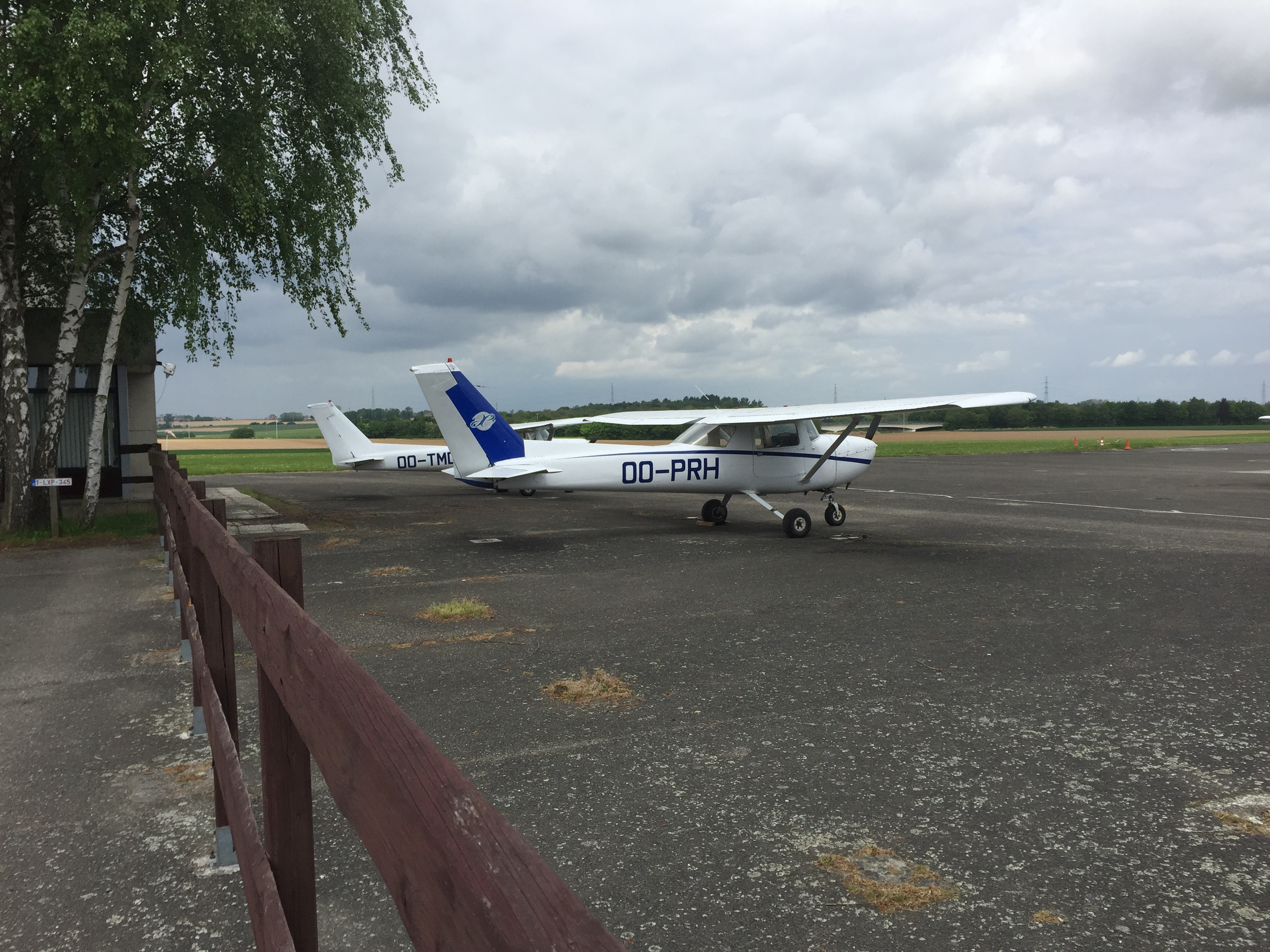
Un Cessna à l'aérodrome de Namur.

L'aérodrome de Namur, (code IATA : QNM • code OACI : EBNM), est un aérodrome belge situé à Temploux et Suarlée (Namur), en Région wallonne, dans la Province de Namur. Le Sonaca 200, avion produit par Sonaca Aircraft, y est assemblé de 2019 à 2022.

## Historique
En septembre 1944, les Américains créent la base de la Neuvième American Air Force. L'aérodrome est ouvert le 26 octobre 1944 dans le but de soutenir les troupes à Namur et aux alentours. L'aérodrome dit de Namur porte alors le nom de code « Gangway Advanced ». La piste est en herbe depuis ses origines. À l'hiver 1944-1945, de l'acier percé de trous est placé sur la piste afin que les vols puissent se poursuivre. Les Américains utilisent la piste jusqu'en novembre 1945, date à laquelle ils la remettent aux autorités belges. La base, quant à elle, est fermée en 1946.
En 1947, un aérodrome civil y est créé.
Durant les années 1970 et 1971, la Province et le BEP (Bureau Économique de la Province de Namur) investissent dans l'aérodrome.
À la fin de l'année 1983, par manque de rentabilité, l'aérodrome est privatisé et acheté par les Bertrand.
En 2017, l'aérodrome est vendu à Olivier de Spoelberch, Vanina Ickx et Benjamin de Broqueville.
En 2018, la piste 06R/24L est asphaltée.
Le 20 septembre 2019, Sonaca Aircraft inaugure sa ligne d'assemblage du Sonaca 200 à l'aérodrome de Namur. Elle produit 57 avions avant sa fermeture le 23 mai 2022.

### Accident
Le 19 octobre 2013, un avion transportant des parachutistes qui avait décollé de l'aéroport s'est écrasé près de Fernelmont. Onze personnes - dix parachutistes et le pilote - sont mortes dans l'accident,.

## Caractéristiques

### Situation
- Latitude : 50° 29' 17" Nord[7]
- Longitude : 004° 46' 08" Est[7]
- Altitude : 179 mètres (587 pieds)[7]

### Piste
L'aérodrome dispose d'une piste en asphalte, ainsi que d'une piste en herbe.
- 06R/24L en asphalte : 690 m de long et 25 m de large.
- 06L/24R en herbe : 629 m de long et 50 m de large.

### Fréquence radio
- « Namur Radio » - 118,005 MHz[7]